# 库尔德革命真主党
库尔德革命真主党 (：‎)是一个伊拉克库尔德人分离组织。该组织分裂自库尔德真主党和伊拉克伊斯兰最高委员会库尔德革命真主党成立于1988年在南库尔德斯坦。最初领导人是马苏德·巴尔扎尼的表弟阿扎姆·巴尔扎尼。 